# Marina Huber
Marina Huber (4 maggio 1979) è un'ex sciatrice alpina tedesca.
Nell'ultimo scorcio della sua carriera (stagione 2002-2003) si iscrisse alle gare come Marina Huber-Brandt.

## Biografia
Originaria di Ruhpolding, la Huber esordì in Coppa Europa il 21 gennaio 1995 a Bergen in slalom speciale (31ª) e in Coppa del Mondo il 21 novembre 1998 a Park City nella medesima specialità, senza completare la prova; il 18 novembre 2000 ottenne il miglior piazzamento nel massimo circuito internazionale, ancora a Park City in slalom speciale (22ª).
Nel 2001 conquistò il primo podio in Coppa Europa, a Elbigenalp in slalom speciale (3ª), e partecipò alla sua unica rassegna iridata: ai Mondiali di Sankt Anton am Arlberg non completò lo slalom speciale. Sempre in slalom speciale l'anno dopo prese per l'ultima volta il via in Coppa del Mondo, il 3 febbraio a Åre (26ª), e ottenne il secondo e ultimo podio in Coppa Europa, il 18 febbraio a Bad Hofgastein (3ª). Si ritirò all'inizio della stagione 2002-2003 e la sua ultima gara fu lo slalom gigante di Coppa Europa disputato il 21 dicembre a Zwiesel, chiuso dalla Huber al 39º posto.

## Palmarès

### Coppa del Mondo
- Miglior piazzamento in classifica generale: 99ª nel 2001

### Coppa Europa
- Miglior piazzamento in classifica generale: 29ª nel 2001
- 2 podi:
  - 2 terzi posti